# Henge
Henge [hɛndʒ] (tudi henge spomenik) je posebna vrsta neolitskih zemeljskih del. Obstajajo okrogle ali ovalne oblike s premerom 20-480 m, ki so omejene z nasipom in z notranjim jarkom. Večina hengeov ima en sam jarek; nekateri imajo dva in tri koncentrične jarke ali so tudi brez. Izraz je leta 1932 skoval Sir Thomas D. Kendrick (1895-1979), kasneje kustos  British Antiquities  v Britanskem muzeju. To končnico je uporabil pri Stonehenge. Izraz izhaja iz anglosaksonske besede henge in pomeni vratom podobno strukturo. Leta 1925 so odkrili Woodhenge, Class I Henge (z dostopom) in s sedmimi koncentričnimi vrstami obročev v centru; tako so ga imenovali zaradi podobnosti z Stonehengeom.
Eden, dve ali štirje (redko) prehodi skozi obzidje vodijo do zaprtih prostorov. Tam se nahaja portal, kamniti krog, obroč štirih pokončnih megalitov povezanih s preklado (angl.  Four-poster stone circle ), monoliti, jama, steber, lahko niz lesenih stebrov ali menhirji in grobovi, slednji so bili pogosto dodani kasneje. Glede na za obrambo precej neprimeren notranji jarek (redek na Irskem) in zunanji zemeljski nasip, je imel henge verjetno obredno funkcijo; stene imajo lahko namen ščititi obrede znotraj, pred zunanjim svetom. Jarke za henge bi bilo težko delati v območjih s kamnitimi tlemi. Samo Ring of Brodgar na Orknejskih otokih, je vklesan v peščenjak. Henge kot Durrington Walls, henge Class II, so naselja.  Večina hengeov je danes v veliki meri izravnanih.

## Pojav
120 henge spomenikov najdemo na številnih krajih, zlasti v južni Angliji, pa tudi na Irskem in v drugih regijah na Britanskem otočju, vključno na Škotskem (Kilmartin, Machrie Moor, Normangill) in Orknejskih otokih. Za razliko od Causewayed kampa ali Hillforta, so bili večinoma zgrajeni v ravnini, pogosto v bližini rek in rodovitnih kmetijskih površin. Castleruddery je razmeroma majhen henge v zahodnem okrožju Wicklow na Irskem.

## Oblike
Atkinson je opredelil tri razrede hengeov. Vsi imajo samo eno steno. Poleg te:
- razred I - vhod in jarek.
  - razred IA - vhodni in dvojni krog jarkov - spomeniki ležijo med rekama Ure in Swale v severnem Yorkshireu
- razred II - dva nasprotna vhoda, jarek.
  - razred IIA - dva nasprotna vhoda, dva ali več jarkov.
- razred III - štirje nasprotni vhoda, jarek.

Netipičen henge ima jarek izven nasipa (Mayburgh). Velik henge imenuje Giant Henge

## Datacija
Hengei poznega neolitika so povezani s posodo iz žlebljene keramike. V Stonehengeu, znamenitem spomeniku v Wiltshireu, so odkrili dejavnosti kulture zvončastih čaš in izdelke zgodnje bronaste dobe. Stonehenge je tako imenovan netipičen henge v svoji zgodnji obliki, ker jarek sega izven nasipa. Uporaba hengev se običajno konča okoli 2500 pr. n. št.

## Seznam pomembnih hengeov

### Super henge
- Avebury, največji krog - 420 m premera, severno od Stonehengea na planoti Salisbury Plain
- Durrington Walls na Salisbury Plains
- Marden Henge, oval, 450/330 m, Wiltshire
- Mount Pleasant v Dorsetu
- Waulud’s Bank, Bedfordshire

### Hengei v Angliji in na Škotskem
- Arbor Low pri Bakewellu, Derbyshire
- Balfarg in Balbirnie v Fife, Škotska
- Ballymeanoch v Argyll and Bute
- Bluehenge, Wiltshire
- Broomend, Crichie
- Bull Ring, Derbyshire
- Okrogla miza kralja Arturja (Cumbria)
- Henge, Mayburgh v Cumbriji
- Knowlton Circles v Dorsetu
- Maumbury Rings v Dorsetu (rimski amfiteater in trdnjava iz angleške državljanske vojne)
- Milfield Henge, Northumberland
- Henge Normangill
- Priddy Circles, Somerset
- Ring of Brodgar, Orknejski otoki
- Ring of Bookan , Orknejski otoki
- Stones of Stenness , Orknejski otoki
- Thornborough Henges v Yorkshireu
- Woodhenge,  Wiltshire